# Ima (chanteuse)
 (février 2022).
Si vous disposez d'ouvrages ou d'articles de référence ou si vous connaissez des sites web de qualité traitant du thème abordé ici, merci de compléter l'article en donnant les références utiles à sa vérifiabilité et en les liant à la section « Notes et références ».
Pour les articles homonymes, voir Ima et Bergeron.
Ima (née Marie-Andrée Bergeron à LaSalle, Île de Montréal, le 11 mai 1978) est une chanteuse et une actrice canadienne. Elle s’est fait connaître en 2002 avec Baïla, une chanson multilingue composée par Zucchero. Elle a vendu plus de 300 000 albums. Son album Smile, a été certifié platine pour avoir atteint le plateau des 100 000 copies après s’être maintenu dans le top dix des ventes durant plus de soixante semaines.
La chanteuse et comédienne a également reçu deux disques d’or au cours de l’année 2009, pour ses opus a la vida ! et Christmas.
En 2012, IMA lance un album coffret « BEST OF » recueillant 22 de ses plus grands succès et 19 vidéoclips en 10 ans de carrière.

## Biographie
Née à LaSalle le 11 mai 1978, elle passe son enfance à Châteauguay, et ses étés au Nouveau-Brunswick.
À l'adolescence, elle cumule les cours de chant, de théâtre et de danse.

### Carrière

#### Ma première Place des arts & premier album (2001-2003)
En 2001, elle participe au concours « Ma première Place des Arts » où elle remporte le Premier Prix d’interprétation ainsi que la Mention du public.
En septembre 2002, elle lance son premier album éponyme où on trouve, comme collaborateur tant pour la musique que pour les textes, des noms comme ceux de Vincenzo Thoma (qui a travaillé pour Lara Fabian), Eros Ramazzotti (Luciano Pavarotti, Cher), Frédérick Baron, Sylvain Cossette et Mario Pelchat. Ce disque comprend les succès Ton corps sur mon corps, Donne-moi et Baïla.
L'année suivante, elle donne plus d'une cinquantaine de prestation dont à la Fête nationale à Québec devant 200 000 personnes. Également elle fera les premières parties de la tournée de Sylvain Cossette, une invitation de ce dernier.

#### Pardonne-moi si je t'aime & premier pas à l'écran (2004-2006)
Son deuxième album, Pardonne-moi si je t'aime, lancé en mars 2005, IMA emprunte autant à la musique pop qu'au rock ou au folk.
En 2006, IMA fait ses débuts à la télévision comme actrice avec un premier rôle dans la télésérie Casino de Réjean Tremblay, diffusée sur les ondes de Radio-Canada. Dans le rôle de Sandra Johnson, elle démontre des talents d'actrice. Elle reprend ce rôle lors de la deuxième saison diffusée en 2008.

#### Smile (2007-2008)
IMA sort son troisième album, Smile en mars 2007. Conçu avec le réalisateur Guy St-Onge, elle y chante en quatre langues (français, anglais, italien et espagnol). Cet album reçoit beaucoup de bonnes critiques.[réf. nécessaire]
En 2008, la chanteuse effectue une tournée dès le mois de mars au Théâtre St-Denis. En été, elle participe à de nombreux festivals comme les FrancoFolies de Montréal et le Festival international de jazz de Montréal où elle présente son spectacle au Théâtre du Nouveau Monde dans le cadre de celui-ci.
Le 29 octobre 2008, IMA reçoit un Disque platine pour 100 000 copies vendues de Smile qui s’est maintenu parmi les 10 meilleures ventes durant plus de soixante semaines.

#### A la vida! & Christmas (2009)
Le 16 mars 2009, elle lance A la vida!, un album qui réunit douze titres majoritairement en français, dont deux pièces originales.
Quelques mois plus tard elle paraîtra Christmas, ce premier album de noël comprend des titres français et anglais également un medley des chansons "Happy Xmas (War Is Over)" et "Imagine" de John Lennon. 

#### Precious (2010-2011)
En 2011 elle a lancé son sixième album, Precious. Un album composé entièrement de titres popularisés par des chansons.
Cette même année, Ima interprète l’hymne national précédant le départ du Grand Prix du Canada. Ima participe la même année au Festival International de Jazz de Montréal. 

#### Best Of, succès international et album original (2012-2014)
En 2012, IMA lance l'album coffret « BEST OF » recueillant 22 de ses plus grands succès et 19 vidéoclips en 10 ans de carrière.
Son succès se répand du Québec à la Turquie, où elle fait une sortie internationale de l'album A la vida! (sorti en 2009) qui sera d'un spectacle à guichet fermé à Istanbul.
En février 2014, elle fait une tournée de trois dates en Turquie qui attire l'attention des médias du pays. 
Le mois suivant elle lance Love moi, un album composé et entièrement de compositions originales de la chanteuse également co-écrites par Mathieu Lippe, Andy Dacoulis, Max Lalonde et Frédérick Baron. La chanteuse habituellement connue pour reprendre des chansons avait décidé de fermer ce chapitre de sa carrière après le lancement de son best of.   

#### Femme & livre (2015-)
En septembre 2016, elle lance Femme, un album hommage à plusieurs grands interprètes dont la majorité sont francophones.
La chanteuse publie son premier livre. Dans le « feel-good book » intitulé « Merci la vie », elle se présente dans le livre comme une personne simple.
Après une pause d'un an, elle annonce son retour sur scène en 2018.

## Engagement humanitaire
IMA se sert aussi de sa notoriété pour sensibiliser les gens aux causes qui lui tiennent à cœur.
Notamment à la suite d’une tournée à Kaboul en compagnie de plusieurs autres artistes québécois en 2005, IMA s’est faite porte-parole d’Amnistie Internationale et s'implique dans plusieurs causes humanitaires. Elle est aussi porte-parole de Recours des sans-abris depuis 2007.
C’est une femme aux multiples talents. L’auteure-compositrice-interprète est aussi comédienne et elle a récemment relevé le défi de fonder sa propre maison de production, Seven Angels Productions.
C’est sous cette étiquette qu’elle a lancé à l’automne 2016 son 9e album, Femme, un opus aux couleurs Jazz, Soul, Bossa-Nova, Manouche et Big Band Orchestra. 
Ima lance en novembre 2016 son premier livre intitulé Merci la vie!.

## Discographie

### Albums
- Femme, 22 septembre 2016
- Love moi, 25 mars 2014
- Precious,  mars 2011
- Christmas, novembre 2009
- A la vida!, mars 2009
- Smile, mars 2007
- Pardonne-Moi si je t'aime, mars 2005
- IMA,  septembre 2002

### Compilations
- Best Of - 2002-2012, novembre 2012